# Rôttanak Môndól
Rôttanak Môndól (khm. ស្រុករតនមណ្ឌល) – dystrykt (srŏk) w zachodniej Kambodży, w prowincji Bătdâmbâng. Stanowi jeden z 13 dystryktów tworzących prowincję.

## Podział administracyjny
W skład dystryktu wchodzą 4 gminy (khum):
- Sdau
- Andaeuk Haeb
- Phlov Meas
- Traeng

## Kody
- kod HASC[2] (Hierarchical administrative subdivision codes) – KH.BA.RM
- kod NIS[2] (National Institute of Statistics- district code) – 0207